# Teatro di Cicagna
Il Teatro di Cicagna, noto anche come Teatro Fontanabuona, è un teatro italiano con sede nel comune di Cicagna, nella città metropolitana di Genova. È l'unico teatro di prosa del Tigullio e fa parte, con le altre principali sale liguri, del progetto Genovateatro.

## Storia

Il logo del teatro

L'edificio del teatro fu fatto costruire per volere di Ludovico Malatesta nel 1956, con lo scopo di dotare il comune di una moderna sala cinematografica nella val Fontanabuona. Utilizzata negli anni successivi sia come sala cinematografica sia teatrale, nel 1988 Malatesta la donò in eredità al comune, già sede di altri presidi culturali fra i quali il museo dell'ardesia, purché ne fosse mantenuta la destinazione d'uso culturale. Nel 1998 la struttura venne completamente rinnovata con un investimento pubblico di un miliardo di lire.
Nel 2011 venne inaugurata la stagione drammaturgica stabile, sotto la direzione gestionale di Sergio Giunta Mangini e artistica di Enza Nalbone, organizzando un articolato cartellone annuale di spettacoli. Nelle successive stagioni, il teatro ebbe particolare successo, mettendo in scena più di trecento spettacoli, per un pubblico di oltre quindicimila persone.
Oltre alla produzione dedicata al teatro classico, al musical, a quello dialettale, e alla concertistica, il cartellone ha toccato anche il teatro moderno e il cabaret, con in tournée, fra gli altri: Corinne Cléry, Barbara De Rossi, Giovanni Cacioppo, Nathalie Caldonazzo, Carlo Denei, Enzo Paci, Rosita Celentano, Pino Quartullo, Attilio Fontana, Andrea Di Marco, Daniele Raco, Sandro Giacobbe, Enrique Balbontin.
Al suo interno si tengono periodicamente anche il Fantastico festival e le selezioni regionali per i concorsi di bellezza di Miss Italia e Miss Mondo.
Nel 2023, nell'ambito del piano nazionale di ripresa e resilienza, ha ricevuto un finanziamento di 250.000 euro per la completa ristrutturazione con efficientamento energetico del teatro.
Nell'aprile 2024 è iniziato l'iter legislativo per dichiarare il teatro "monumento nazionale".

## Descrizione
La sala presenta una platea con 336 posti con poltroncine in velluto. Il palco è rialzato con copertura in parquet, largo 12,7 metri e profondo 9,8 metri, con un'altezza di 5,5 metri.
Dispone di un sistema di quinte mobili per il sezionamento del palco, di sipario in velluto e di tre camerini più corridoio per circa 15 persone.
Il foyer misura 12,5 x 5 metri.